# Excluidas del paraíso
Excluidas del paraíso es un documental de 2016 dirigido y producido por Esther Pérez de Eulate con guion de Esther Pérez de Eulate y de la socióloga Paula de la Fuente Latorre.

## Argumento
A través de voces de pensadoras feministas, el documental intenta responder sobre los mecanismos que reproducen y perpetúan el patriarcado en el siglo XXI.
Parte de la Grecia clásica, una de las culturas patriarcales que determina nuestra civilización, y plantea cómo se perpetúa hoy en día a través de la socialización de la familia y de los medios de comunicación, del sistema capitalista-neoliberal y de las instituciones sociales.
Recoge por otro lado la aportación del movimiento feminista y se exponen alternativas al modelo patriarcal: otras economías, democracia directa y cultura desde la ciudadanía. La idea es contar con una herramienta para visibilizar cómo el machismo empaña todas las áreas de nuestra vida.
El documental se articula en dos niveles de narración: uno teórico -a través de entrevistas a la pensadoras feministas-, y otro visual con imágenes aparecidas en los medios y que reafirman la ideología del patriarcado.
Capítulos:
1. Definición de patriarcado. Excluidas de la cultura.
2. Excluidas del dinero.
3. Excluidas de su cuerpo.
4. Excluidas de ser protagonistas.
5. Excluidas de producir conocimiento.
6. Excluidas del poder.
7. Alternativas al patriarcado.

## Participación
- Ana de Miguel
- Soledad Murillo
- Rosa Cobo
- Yayo Herrero
- Pilar Aguilar
- Remedios Zafra

## Reconocimientos
El documental ha recibido la calificación de especialmente recomendada para el fomento de la igualdad de género del ICAA (Instituto de la Cinematografía y de las Artes Audiovisuales) del Ministerio de Educación, Cultura y Deporte de España.
El largometraje documental se estrenó en el 19 Festival de Cine de Málaga de 2016 en la sección "Afirmando los derechos de la mujer".
En noviembre de 2016 fue seleccionado para la sección Pantalla para un debate del Festival Internacional de Cine de Gijón en colaboración con la Tertulia Feminista Les Comadres.